# Kleinia galpinii
Kleinia galpinii és una espècie del gènere Kleinia i que pertany a la família de les Asteraceae. El nom de l'espècie commemora E. E. Galpin.